# Ecuación de Born-Mayer
La ecuación de Born–Mayer permite calcular de forma teórica la energía reticular de un cristal iónico. Fue deducida por el físico alemán Max Born y por el químico estadounidense Joseph Edward Mayer en 1932, como una mejora de la ecuación de Born-Landé deducida por el mismo Max Born y Alfred Landé en 1918 utilizando un término de repulsión mejorado.
La ecuación de la energía reticular es:
{\displaystyle E=-{\frac {N_{A}Mz^{+}z^{-}e^{2}}{4\pi \varepsilon _{0}r_{0}}}\left(1-{\frac {\rho }{r_{0}}}\right)}
donde:
- {\displaystyle N_{A}} es constante de Avogadro, 6,022×1023
- {\displaystyle M} es constante de Madelung, relacionada con la geometría del cristal
- {\displaystyle z^{+}} es número de carga del catión
- {\displaystyle z^{-}} es número de carga del anión
- {\displaystyle e} es la carga elemental, 1.6022×10−19 C
- {\displaystyle \varepsilon _{0}} es la permitividad del vacío
- {\displaystyle r_{0}} es la distancia al ion más cercano
- {\displaystyle \rho } es una constante dependiente de la compresibilidad del cristal, 34,5×10−12 m.